# Gentile Brancaleoni
Gentile Brancaleoni (1416 – Urbino, 27 luglio 1457) era figlia di Bartolomeo Brancaleoni, rettore della Massa Trabaria, e di Giovanna Alidosi.
Il nome "Gentile" è, ora come allora, sia maschile che femminile; Gentile Brancaleoni, infatti, prese il nome di suo nonno.

## Biografia
Gentile rimase orfana del padre nel 1424, assieme alla sorella maggiore Piera, e sotto la tutela materna, le due sorelle divennero eredi dei beni e dei diritti paterni, ma sotto il controllo del conte di Urbino, Guidantonio da Montefeltro, formalmente nominato vicario in temporalibus dal pontefice Martino V.
Giovanna Alidosi (anche a nome delle figlie) agiva di fatto come signora, verosimilmente in vista del futuro assetto istituzionale di quei luoghi. Presso la sua piccola corte montana venne inviato, tra il 1426 c. e il 1433, a soli quattro anni, Federico da Montefeltro figlio del conte di Urbino, per il quale il pontefice aveva già concesso l'autorizzazione al matrimonio con Gentile.
La singolare situazione istituzionale di Mercatello e Sant'Angelo in Vado (governate di fatto da Giovanna Alidosi, ma formalmente vicariato del conte di Urbino, trovò una prima definizione nel 1437 quando Gentile sposò Federico, portando in dote i beni e i diritti paterni di cui era rimasta unica erede (la sorella Piera era morta prima del 1431). Sei anni dopo, nel 1443, papa Eugenio IV concesse a Federico da Montefeltro il vicariato in temporalibus e immediatamente dopo il titolo di conte per i domini che furono di Bartolomeo Brancaleoni.
Quando nel 1444 Federico assurgerà al potere nei domini aviti (Urbino, Cagli, Cantiano, Gubbio, Castel Durante e parte del Montefeltro), anche Sant'Angelo in Vado e Mercatello (e gli altri diciotto castelli della contea originariamente dei Brancaleoni) entreranno definitivamente a far parte di quell'articolato stato che in seguito sarà chiamato Ducato di Urbino. Ed è solo a partire da quella data, ma stabilmente dal 1447, che la contessa Gentile si trasferirà a Urbino.
A Urbino Gentile curò come propri i figli naturali e legittimati del marito Elisabetta, Gentile, Buonconte e Antonio, e non risponde al vero la notizia secondo la quale, data la sua sterilità, venne reclusa in monastero dal marito per concludere nuove nozze. Federico amò e rispettò la moglie, risposandosi solo dopo che la moglie morì. Gentile fu terziaria francescana come molti esponenti della casata dei Montefeltro.
La morte giunse il 27 luglio 1457, verosimilmente per complicazioni legate alla grave obesità da cui da tempo era affetta.